# St. Anton am Arlberg (stacja kolejowa)

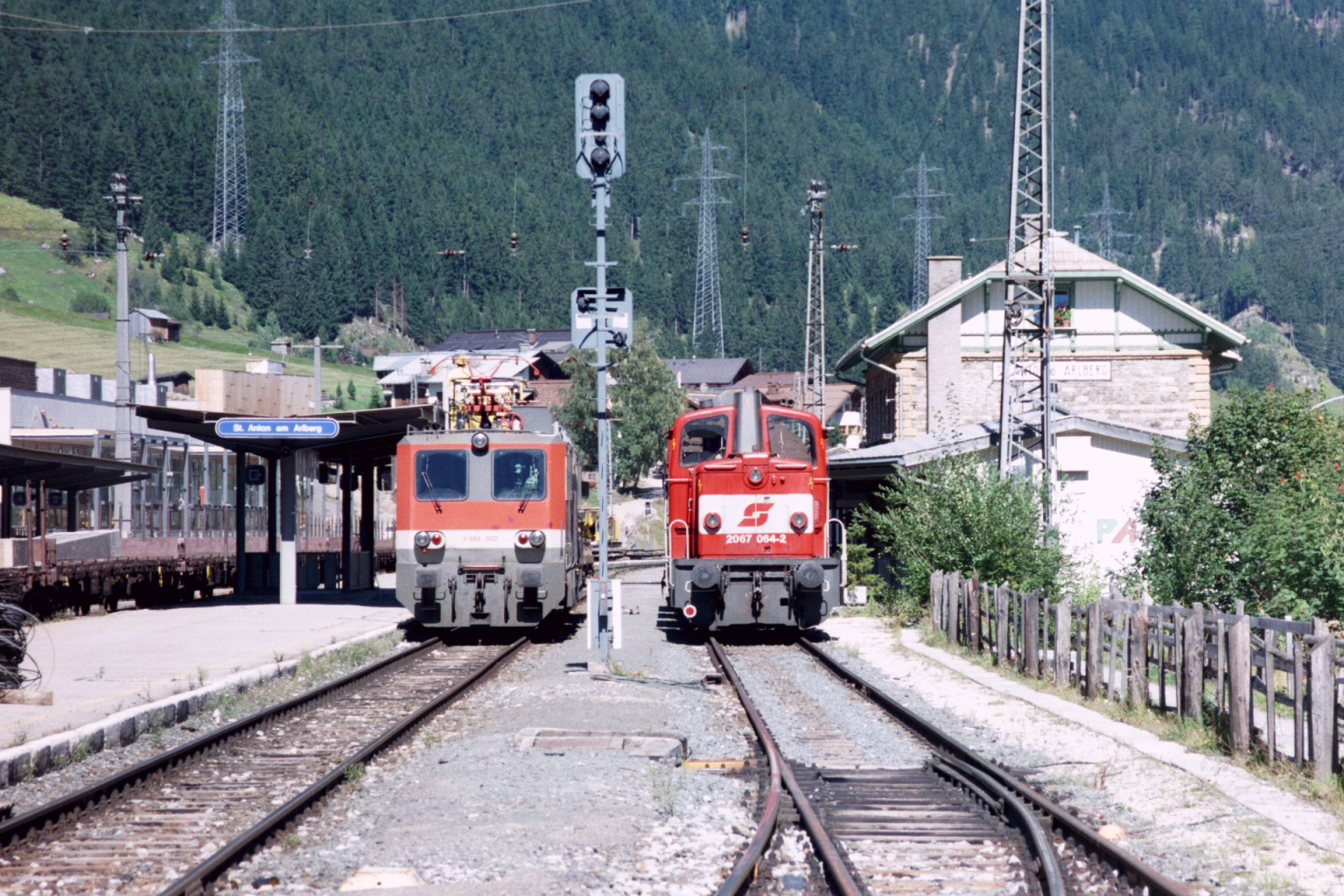

St. Anton am Arlberg – stacja kolejowa w St. Anton am Arlberg, w kraju związkowym Tyrol, w Austrii. Znajdują się tu 4 perony.